# Porsche 909 Bergspyder

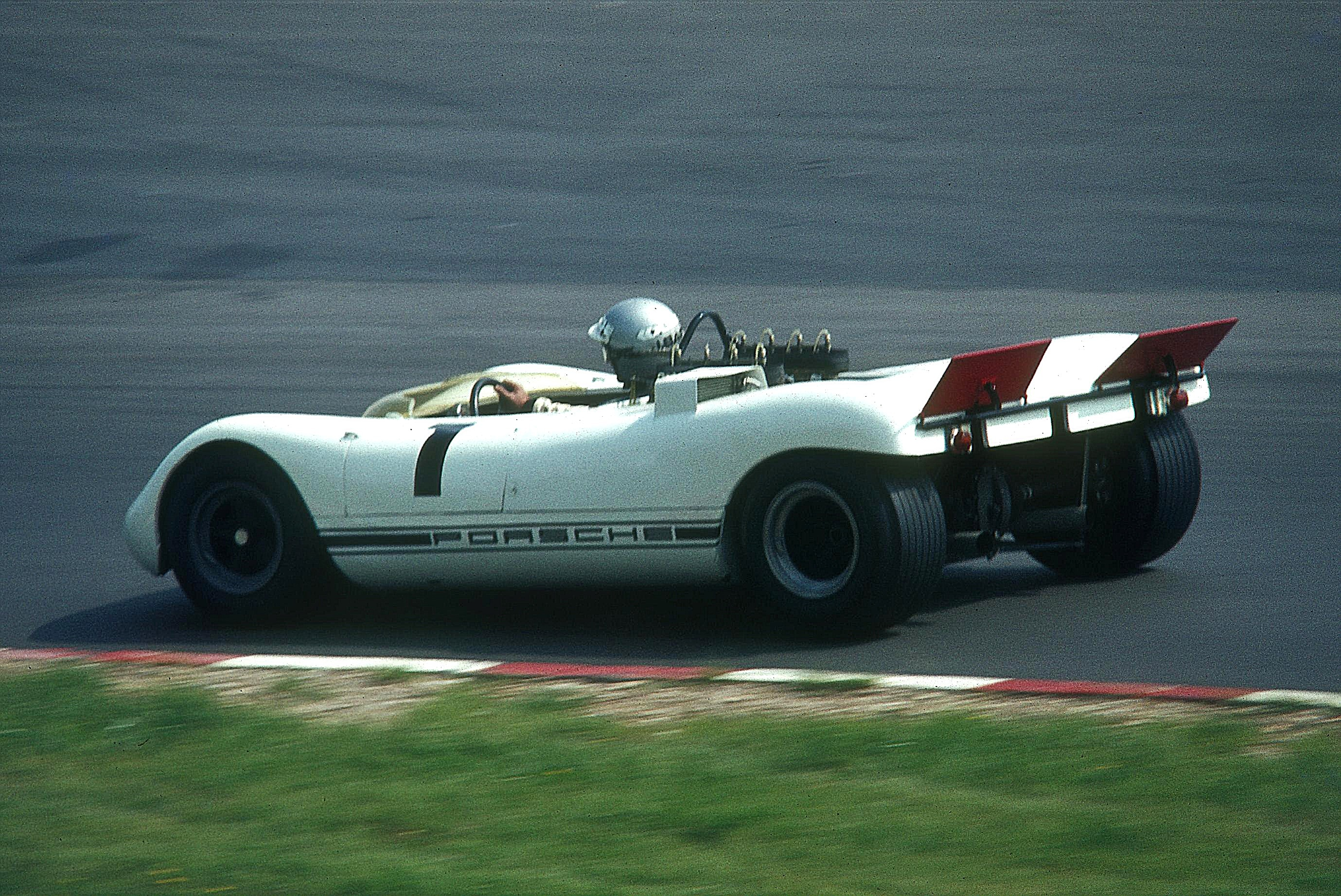
Porsche 909 Bergspyder fotografiado en 1981

El Porsche 909 "Bergspyder" era un coche deportivo descapotable diseñado y construido por Porsche en 1968 específicamente para competir en Carrera de montaña, Fue un modelo que duró poco tiempo, pero su diseño básico pasó a convertirse en el exitoso 908/3.

## Historia
Porsche tuvo un gran éxito con modelos anteriores, el 910, 907, y 908,  habían ganado campeonatos de hillclimbing en 1966 y 1967, pero en 1968 Ferrari anunció que  tenían un coche completamente nuevo y ligero para la competición, el 212E pensado para correr en 1969. Ferdinand Piëch inmediatamente se puso a desarrollar un modelo nuevo diseñado específicamente para vencer el nuevo coche de Ferrari. Esto dio origen al 909, a veces llamó el "Porsche de plástico". Tenía un motor bóxer de 8 cilindros de 2.0 L y 275 hp (205 kW). Era capaz de acelerar de 0 a 100 km/h en menos de 2 segundos, y contaba con un chasis y una carrocería ligeras que hicieron que el coche solo pesara 385 kg.
Los conductores de Porsche preferían el 910 Bergspyder, que era un año  más viejo pero todavía estaba en uso. El año 1968, entre el 910 Bergspyder y el 909 Bergspyder, Porsche dominó las competiciones de montaña. Aun así, el Ferrari 212E dominó el Campeonato Europeo de Montaña de 1969, acabando primero en cada carrera en la que participó y batiendo muchos récords en los recorridos.